# 英雄隧道
英雄隧道是美国康乃狄克州伍德布里奇的一座公路隧道，承载15号康涅狄格州州道穿过西岩岭，双洞四车道，全长1,200英尺（370米），1949年通车，是新英格兰地区第一条公路穿山隧道，原名西岩隧道（West Rock Tunnel），2003年为纪念911事件中牺牲的消防员而改为现名。